# Kajfež
Kájfež je priprava za ugašanje sveč. Po navadi se jo uporablja v cerkvah, zlasti pri svečah, ki so zelo visoke in jih ni mogoče upihniti.
Kajfež je običajno sestavljen iz ročaja (palice) in iz pokrovčka, ki ga poveznemo na svečo in jo tako zadušimo. 
Včasih ima kajfež tudi dodatni priključek, na katerega lahko nataknemo manjšo svečko in tako uporabimo isti pripomoček tudi za prižiganje sveč, ki so previsoko, da bi jih dosegli z roko.
Za ugašanje laže dosegljivih sveč so ponekod uporabljali tudi ugaševalne škarje.